# MasterChef Česko (5. řada)
Pátá řada české soutěžní reality show MasterChef Česko odstartovala 31. srpna 2021 a byla ukončena 24. listopadu 2021. Byla vysílána vždy v úterý a ve středu od 20.20 na Nově. Radek Kašpárek, Jan Punčochář i Přemek Forejt se všichni vrátili již potřetí v úloze porotců. Kašpárek z důvodu operace páteře nemohl být přítomen fyzicky od 19. do 21. dílu - v těchto dílech jej nahradil Zdeněk Pohlreich; v 19. a 21. díle se však spojil s ostatními prostřednictvím video vstupu a na konci 21. dílu se vrátil do MasterChef kuchyně.
Zájemci se do nové řady mohli přihlašovat už v průběhu vysílání řady předchozí. Finanční odměna pro vítěze se zdvojnásobila na 1 000 000 Kč. Tato řada se více zaměřila na osobní vztahy, jednotliví porotci si už během castingů vybrali své osobní favority, které až do 18. dílu mentorovali. Kuchařské výzvy se více věnovaly nejnovějším trendům, představeno tak bylo vaření zero waste či veganská strava. Novinkou byla také zlatá zástěra, která nahradila imunitní výzvu ze 4. řady, jejíž držitel získal kromě automatickému vyvarování se vyřazovací výzvy několik strategických výhod.
Pátým českým MasterChefem se stala slovenská account manažerka Veronika „Besky“ Beskydiarová; finalistkami se staly spolumajitelka cestovní kanceláře (a bývalá profesionální tenistka) Jitka Veselá a violoncellistka Petra Vindyšová, o pořadí na 2. a 3. místě v čistě ženském finále výjimečně nebylo rozhodnuto; rovněž se poprvé od 2. řady nebodovalo.

## Castingová kola a výběr do TOP 16
Záběry z castingů, kterých se účastnila stovka zájemců, byly sestříhány do prvních třech dílů. Pro přijetí tentokrát nebyla třeba většina hlasů, nýbrž každý z porotců mohl svým odznáčkem poslat jednotlivé účastníky do dalšího kola. V případě zájmu více porotců, si svého mentora mohl vybrat soutěžící sám.
Takto postoupilo 30 amatérských kuchařů, 10 od každého porotce. Tyto 3 skupiny se následně vystřídaly ve výzvách (skupiny Radka Kašpárka a Jana Punčocháře ve 4. díle, skupina Přemka Forejta v 5.), které si pro ně vytvořily přiřazení porotci. Do finálové šestnáctky pak každý vybral 5 nejlepších a jednoho, kdo ještě zabojuje o poslední místo (5. díl).
Ze skupiny Radka Kašpárka tak postoupila do TOP 16 jako první Kristýna „Kiki“ Zelénková, dále pak Veronika „Besky“ Danišová, Martina Kubíčková Hanušová, Jana Velčevová Přikrylová a Filip Zubalík.
Ze skupiny Jana Punčocháře postoupil do TOP 16 jako první Marian „Maroš“ Báchor, dále pak Paolo Palazza, Givi Kross a.k.a. Givián Kříž, Zdeněk Bezdíček a Petra Vindyšová.
Nakonec ze skupiny Přemka Forejta postoupila do TOP 16 jako první Jitka „Jíťa“ Veselá, dále pak Jakub „Kuba“ Borovanský (spolužák Petry Vindyšové z konzervatoře), Petr Smazal, Tomáš Zejda a Sabina Keltnerová.
Před branami TOP 16 skončil 19letý student hotelnictví Jan „Honza“ Špringer z Krnova ze skupiny Radka Kašpárka a 25letá projektová manažerka Karin Kovácsová (účastnice Miss Slovensko 2017) z Prahy ze skupiny Jana Punčocháře; postoupila Michaela „Míša“ Sýkorová za tým Přemka Forejta.

## Finálová TOP 16
Z finálové Top 16 byli soutěžící postupně vyřazováni v 6. − 25. dílu, dokud nezbyli nejlepší tři. Mezi nimi se pak rozhodlo o vítězi ve 26. finálním dílu, kde finalisté měli za úkol uvařit tříchodové menu, které je nejvíce vystihuje. 
| Pořadí  | Soutěžící                  | Věk | Povolání                                                          | Bydliště          | Mentor (do 18. dílu) | Výsledek                |
| ------- | -------------------------- | --- | ----------------------------------------------------------------- | ----------------- | -------------------- | ----------------------- |
| 1.      | Veronika „Besky“ Danišová  | 26  | account manažerka                                                 | Banská Bystrica   | Radek Kašpárek       | Vítězka                 |
| 2. − 3. | Jitka „Jíťa“ Veselá        | 40  | spolumajitelka cestovní kanceláře (bývalá profesionální tenistka) | Šestajovice       | Přemek Forejt        | Finalistky              |
| 2. − 3. | Petra Vindyšová            | 31  | violoncellistka                                                   | Praha             | Jan Punčochář        | Finalistky              |
| 4.      | Paolo Palazza              | 24  | event manager                                                     | Zaječí            | Jan Punčochář        | 14. vyřazený9. vyřazený |
| 5.      | Jakub „Kuba“ Borovanský    | 27  | hudební skladatel                                                 | Praha             | Přemek Forejt        | 13. vyřazený            |
| 6.      | Givi Kross                 | 32  | režisér, muzikant                                                 | Praha             | Jan Punčochář        | 12. vyřazený            |
| 7.      | Zdeněk Bezdíček            | 43  | designer nábytku                                                  | Zeleneč           | Jan Punčochář        | 11. vyřazený            |
| 8.      | Kristýna „Kiki“ Zelénková  | 23  | baristka                                                          | Valašské Meziříčí | Radek Kašpárek       | 10. vyřazená            |
| 9.      | Sabina Keltnerová          | 19  | studentka zemědělství                                             | Bystřice          | Přemek Forejt        | 8. vyřazená             |
| 10.     | Marian „Maroš“ Báchor      | 44  | stavbyvedoucí                                                     | Hajnice           | Jan Punčochář        | 7. vyřazený             |
| 11.     | Tomáš Zejda                | 30  | profesionální cyklista na horském kole                            | Třebíč            | Přemek Forejt        | 6. vyřazený             |
| 12.     | Jana Velčevová Přikrylová  | 36  | právnička                                                         | Brno              | Radek Kašpárek       | 5. vyřazená             |
| 13.     | Martina Kubíčková Hanušová | 40  | podnikatelka                                                      | Dolní Břežany     | Radek Kašpárek       | 4. vyřazená             |
| 14.     | Petr Smazal                | 32  | řezník                                                            | Plzeň             | Přemek Forejt        | 3. vyřazený             |
| 15.     | Filip Zubalík              | 26  | specialista prodeje                                               | Praha             | Radek Kašpárek       | 2. vyřazený             |
| 16.     | Michaela „Míša“ Sýkorová   | 25  | nákupčí                                                           | Dolní Dobrouč     | Přemek Forejt        | 1. vyřazená             |

### Vyřazovací tabulka
| 1.      | Besky   | IN   | WIN  | SAVE | SAVE  | SAVE  | FAIL  | PASS vs. Paulo   | SAVE | LOSS | PASS+ s Givim, sous chef | SAVE  | WIN  | SAVE  | SAVE  | FAIL  | PASS | WIN  | SAVE  | SAVE  | IN   | FAIL | WIN   | LOSS | WIN  | SAVE  | SAVE  | SAVE  | WIN s Givim, sous chef   | SAVE  | HIGH | FAIL | PASS  | PASS se svou maminkou       | IN   | WIN vs. Kuba   | SAVE  | SAVE  | PASS+ | SAVE | SAVE | IN   | WIN  | SAVE | VÍTĚZKA  |  |  |
| 2. − 3. | Jíťa    | IN   | HIGH | PASS | SAVE  | SAVE  | FAIL  | PASS+ vs. Zdeněk | SAVE | WIN  | SAVE                     | SAVE  | IN   | FAIL  | PASS+ | WIN+  | SAVE | LOSS | SAVE  | SAVE  | IN   | PASS | SAVE  | LOSS | HIGH | PASS+ | SAVE  | SAVE  | PASS s Kubou, chef       | SAVE  | IN   | FAIL | PASS+ | PASS se svým synem a dcerou | IN   | HIGH vs. Givi  | PASS+ | SAVE  | WIN   | SAVE | SAVE | HIGH | IN   | PASS | 2. MÍSTO |  |  |
| 2. − 3. | Jíťa    | IN   | HIGH | PASS | SAVE  | SAVE  | FAIL  | PASS+ vs. Zdeněk | SAVE | WIN  | SAVE                     | SAVE  | IN   | FAIL  | PASS+ | WIN+  | SAVE | SAVE | SAVE  | SAVE  | IN   | PASS | SAVE  | LOSS | HIGH | PASS+ | SAVE  | SAVE  | PASS s Kubou, chef       | SAVE  | IN   | FAIL | PASS+ | PASS se svým synem a dcerou | IN   | HIGH vs. Givi  | PASS+ | SAVE  | WIN   | SAVE | SAVE | HIGH | IN   | PASS | 2. MÍSTO |  |  |
| 2. − 3. | Petra   | IN   | FAIL | FAIL | FAIL  | PASS  | FAIL  | PASS+ vs. Filip  | SAVE | WIN  | SAVE                     | SAVE  | HIGH | PASS  | SAVE  | PASS  | SAVE | WIN  | SAVE  | SAVE  | IN   | FAIL | PASS+ | WIN  | SAVE | SAVE  | SAVE  | SAVE  | FAIL s Paolem, sous chef | PASS+ | IN   | FAIL | WIN   | PASS se svou neteří         | IN   | HIGH vs. Givi  | WIN   | SAVE  | IN    | FAIL | PASS | WIN  | SAVE | SAVE | 2. MÍSTO |  |  |
| 4.      | Paolo   | HIGH | HIGH | FAIL | FAIL  | PASS+ | FAIL  | PASS+ vs. Besky  | SAVE | LOSS | FAIL se Sabinou, chef    | PASS  | IN   | PASS- | SAVE  | PASS  | SAVE | LOSS | IN    | PASS+ | IN   | FAIL | PASS  | LOSS | IN   | ELIM  | PASS  | BACK  | FAIL s Petrou, chef      | PASS  | WIN  | SAVE | SAVE  | WIN se svou babičkou        | WIN+ | LOW- vs. Petra | FAIL  | PASS  | IN    | PASS | SAVE | IN   | IN   | ELIM |          |  |  |
| 5.      | Kuba    | HIGH | WIN  | SAVE | SAVE  | SAVE  | WIN+  | SAVE             | SAVE | LOSS | SAVE                     | SAVE  | IN   | WIN   | SAVE  | PASS+ | SAVE | WIN  | SAVE  | SAVE  | HIGH | PASS | SAVE  | LOSS | IN   | PASS  | SAVE  | SAVE  | PASS s Jíťou, sous chef  | SAVE  | IN   | PASS | SAVE  | FAIL+ se svou maminkou      | —    | LOW vs. Besky  | FAIL  | PASS+ | IN    | FAIL | ELIM |      |      |      |          |  |  |
| 5.      | Kuba    | HIGH | WIN  | SAVE | SAVE  | SAVE  | WIN+  | SAVE             | SAVE | SAVE | SAVE                     | SAVE  | IN   | WIN   | SAVE  | PASS+ | SAVE | WIN  | SAVE  | SAVE  | HIGH | PASS | SAVE  | LOSS | IN   | PASS  | SAVE  | SAVE  | PASS s Jíťou, sous chef  | SAVE  | IN   | PASS | SAVE  | FAIL+ se svou maminkou      | —    | LOW vs. Besky  | FAIL  | PASS+ | IN    | FAIL | ELIM |      |      |      |          |  |  |
| 6.      | Givi    | WIN  | SAVE | SAVE | SAVE  | SAVE  | PASS+ | SAVE             | SAVE | LOSS | PASS+ s Besky, chef      | SAVE  | WIN  | SAVE  | SAVE  | PASS+ | SAVE | WIN  | SAVE  | SAVE  | WIN  | SAVE | SAVE  | WIN  | SAVE | SAVE  | SAVE  | SAVE  | WIN s Besky, chef        | SAVE  | IN   | PASS | SAVE  | FAIL+ se svým bratrem       | —    | LOW vs. Jíťa   | FAIL  | ELIM  |       |      |      |      |      |      |          |  |  |
| 7.      | Zdeněk  | IN   | WIN  | SAVE | SAVE  | SAVE  | FAIL  | PASS vs. Jíťa    | SAVE | WIN  | SAVE                     | SAVE  | IN   | FAIL  | PASS  | PASS  | SAVE | LOSS | IN    | PASS  | LOW  | PASS | SAVE  | WIN  | SAVE | SAVE  | SAVE  | SAVE  | FAIL s Kiki, sous chef   | PASS  | IN   | FAIL | ELIM  |                             |      |                |       |       |       |      |      |      |      |      |          |  |  |
| 8.      | Kiki    | HIGH | FAIL | FAIL | PASS+ | SAVE  | PASS+ | SAVE             | SAVE | LOSS | FAIL s Petrem, sous chef | PASS+ | WIN  | SAVE  | SAVE  | PASS  | SAVE | WIN  | SAVE  | SAVE  | HIGH | PASS | SAVE  | WIN  | SAVE | SAVE  | SAVE  | SAVE  | FAIL se Zdeňkem, chef    | ELIM  |      |      |       |                             |      |                |       |       |       |      |      |      |      |      |          |  |  |
| 9.      | Sabina  | WIN  | SAVE | SAVE | SAVE  | SAVE  | FAIL  | PASS+ vs. Petr   | SAVE | LOSS | FAIL s Paolem, sous chef | PASS  | IN   | PASS  | SAVE  | FAIL  | PASS | LOSS | HIGH+ | PASS  | IN   | FAIL | ELIM  |      |      |       | PASS  | FAIL  |                          |       |      |      |       |                             |      |                |       |       |       |      |      |      |      |      |          |  |  |
| 10.     | Maroš   | WIN  | SAVE | SAVE | SAVE  | SAVE  | PASS+ | SAVE             | SAVE | WIN  | SAVE                     | SAVE  | IN   | PASS  | SAVE  | PASS  | SAVE | LOSS | IN    | ELIM  |      |      |       |      |      |       | PASS  | FAIL  |                          |       |      |      |       |                             |      |                |       |       |       |      |      |      |      |      |          |  |  |
| 11.     | Tomáš   | IN   | FAIL | FAIL | PASS+ | SAVE  | FAIL  | FAIL vs. Jana    | PASS | WIN  | SAVE                     | SAVE  | IN   | FAIL  | PASS  | PASS+ | SAVE | LOSS | ELIM  |       |      |      |       |      |      |       | FAIL  |       |                          |       |      |      |       |                             |      |                |       |       |       |      |      |      |      |      |          |  |  |
| 12.     | Jana    | IN   | FAIL | PASS | SAVE  | SAVE  | FAIL  | PASS+ vs. Tomáš  | SAVE | WIN  | SAVE                     | SAVE  | IN   | PASS+ | SAVE  | FAIL  | ELIM |      |       |       |      |      |       |      |      |       | FAIL+ |       |                          |       |      |      |       |                             |      |                |       |       |       |      |      |      |      |      |          |  |  |
| 13.     | Martina | HIGH | FAIL | PASS | SAVE  | SAVE  | PASS+ | SAVE             | SAVE | WIN  | SAVE                     | SAVE  | HIGH | FAIL  | ELIM  |       |      |      |       |       |      |      |       |      |      |       | FAIL  |       |                          |       |      |      |       |                             |      |                |       |       |       |      |      |      |      |      |          |  |  |
| 14.     | Petr    | HIGH | FAIL | PASS | SAVE  | SAVE  | FAIL  | PASS vs. Sabina  | SAVE | LOSS | FAIL s Kiki, chef        | ELIM  |      |       |       |       |      |      |       |       |      |      |       |      |      |       | FAIL  |       |                          |       |      |      |       |                             |      |                |       |       |       |      |      |      |      |      |          |  |  |
| 15.     | Filip   | HIGH | HIGH | FAIL | FAIL  | PASS  | FAIL  | FAIL vs. Petra   | ELIM |      |                          |       |      |       |       |       |      |      |       |       |      |      |       |      |      |       | PASS  | FAIL  |                          |       |      |      |       |                             |      |                |       |       |       |      |      |      |      |      |          |  |  |
| 16.     | Míša    | IN   | FAIL | FAIL | FAIL  | ELIM  |       |                  |      |      |                          |       |      |       |       |       |      |      |       |       |      |      |       |      |      |       | PASS  | FAIL+ |                          |       |      |      |       |                             |      |                |       |       |       |      |      |      |      |      |          |  |  |

(I) Individuální výzva, (V) Vyřazovací test, (T) Týmová challenge, (PoN) Pokus o návrat do soutěže

(MB) Tajemný box, (MC) MasterClass, (ZT) Znalostní test, (ST) Stresový test, (BB) Výzva Bageterie Boulevard

Barva mentora

Legenda
      (VÍTĚZ/KA)
MasterChef této řady.
      (2. MÍSTO)
Finalista umístivše se na 2. místě.
      (3. MÍSTO)
Finalista umístivše se na 3. místě.
      (WIN)
Soutěžící vyhrál individuální výzvu, příp. vyřazovací test (Tajemný box / MasterClass / Znalostní test - test chuti, čichu, intuice,...) či příp. pokus o návrat do soutěže, a tak postoupil do dalšího kola.
      (WIN+)
Soutěžící získal při individuální výzvě zlatou zástěru a získal tak imunitu na 2 kola (i když byl v poraženém týmu) a strategickou výhodu do příští výzvy.
      (BACK)
Soutěžící se v rámci pokusu o návrat vrátil zpět do soutěže.
      (WIN)
Soutěžící byl kapitánem vítězného týmu v Týmové výzvě a rovnou postoupil do dalšího kola (příp. se účastnil boje o výhodu/získal výhodu v dalším kole).
      (WIN)
Soutěžící byl součástí vítězného týmu v Týmové výzvě a rovnou postoupil do dalšího kola (příp. se účastnil boje o výhodu/získal výhodu v dalším kole).
      (PASS+)
Soutěžící byl vybrán jako jeden z nejlepších při individuální výzvě/vyřazovacím testu a postoupil do dalšího kola.
      (PASS)
Soutěžící uspěl v individuální výzvě/vyřazovacím testu a postoupil do dalšího kola.
      (PASS−)
Soutěžící byl vybrán jako jeden z nejhorších při individuální výzvě/vyřazovacím testu, ale přesto postoupil do dalšího kola.
      (HIGH+)
Soutěžící byl vybrán jako jeden z nejlepších při individuální výzvě/vyřazovacím testu, získal strategickou výhodu do příští výzvy, ale nepostoupil.
      (HIGH)
Soutěžící byl vybrán jako jeden z nejlepších při individuální výzvě/vyřazovacím testu, ale nepostoupil.
      (SAVE)
Soutěžící se nemusel tohoto kola účastnit a vyhnul se tak vyřazování.
      (—)
Soutěžící se nemohl tohoto kola (týkajícího se většinou boje o výhodu) účastnit.
      (IN)
Soutěžící neskončil ani mezi nejlepšími, ani mezi nejhoršími v individuální výzvě a nepostoupil.
      (MIDDLE)
Soutěžící byl kapitánem prostředního týmu (v pořadí mezi vítězným a poraženým) v Týmové výzvě a musel se účastnit vyřazovací výzvy (příp. nezískal výhodu).
      (MIDDLE)
Soutěžící byl součástí prostředního týmu (v pořadí mezi vítězným a poraženým) v Týmové výzvě  a musel se účastnit vyřazovací výzvy(příp. nezískal výhodu).
      (LOW)
Soutěžící byl vybrán jako jeden z nejhorších při individuální výzvě/vyřazovacím testu a nepostoupil.
      (LOW-)
Soutěžící byl vybrán jako nejhorší při individuální výzvě/vyřazovacím testu a nepostoupil.
      (FAIL+)
Soutěžící neuspěl v individuální výzvě zahrnující výhodu a ztratil tak příležitost o ni nadále bojovat.
      (FAIL)
Soutěžící neuspěl v individuální výzvě/vyřazovacím testu a šel do (další) vyřazovací výzvy.
      (LOSS)
Soutěžící byl kapitánem poraženého týmu v Týmové výzvě a musel se účastnit vyřazovací výzvy (příp. získal nevýhodu v dalším kole).
      (LOSS)
Soutěžící byl součástí poraženého týmu v Týmové výzvě a musel se účastnit vyřazovací výzvy (příp. získal nevýhodu v dalším kole).
      (LEFT)
Účastník odstoupil ze soutěže.
      (ELIM)
Soutěžící byl vyřazen ze soutěže.